# Nagahuta Timur
Nagahuta Timur is een bestuurslaag in het regentschap Pematang Siantar van de provincie Noord-Sumatra, Indonesië. Nagahuta Timur telt 1959 inwoners (volkstelling 2010).